# Rinorea ternifolia
Rinorea ternifolia är en violväxtart som beskrevs av Joseph Marie Henry Alfred Perrier de la Bâthie. Rinorea ternifolia ingår i släktet Rinorea och familjen violväxter. Inga underarter finns listade i Catalogue of Life.